# 일드프랑스 RER
일드프랑스 광역 급행망(프랑스어: Réseau express régional d'Île-de-France), 약자로 RER (발음 [ɛʁəɛʁ])은 파리와 그 주변(주로 일드프랑스)을 연결하는 프랑스의 급행 철도 체계이다. 파리 시내를 관통하던 지하철과 기존에 존재하던 몇 개의 지선 철도를 통합하여 만들어졌으며, 파리 시내에서는 파리 메트로의 여러 노선들로 환승할 수 있다. A, B, C, D, E의 다섯 개의 노선으로 구성되어 있으며, 현재도 계속 확장 중으로, 1999년에 개통한 E선은 2029년을 목표로 서부 방면에 대한 연장 계획을 진행하고 있다.

## 차량

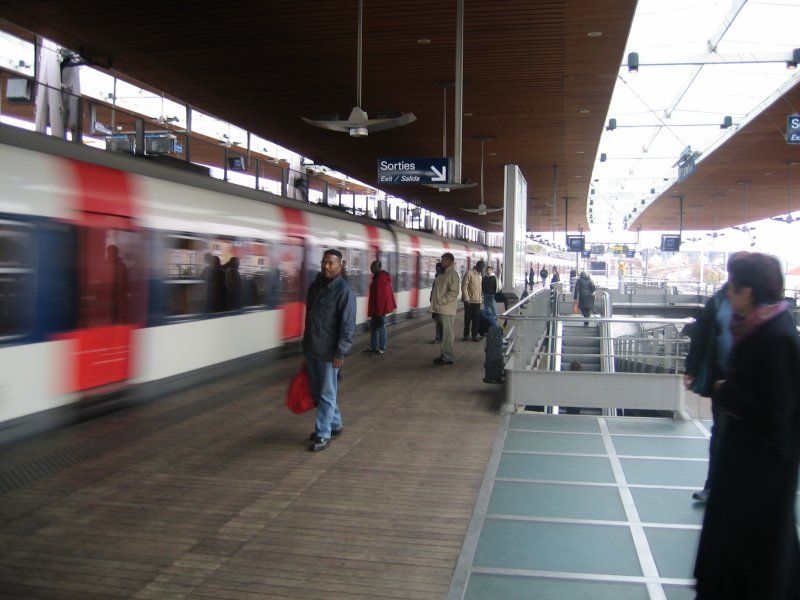
RER B호선 라 플랜 – 스타드 드 프랑스역.

SNCF가 RER 노선망 대부분의 운영권을 가지고 있어서, 전 노선에 걸쳐 SNCF의 방식대로 좌측 통행을 실시하고 있다. RATP 및 SNCF가 공동 운영하고 있는 RER 전 노선은 직결 운전을 실시하고 있으며, 이를 위해 MI 79(Materiel d'Interconnexion 1979)와 MI 2N(Materiel d'Interconnexion à 2 niveaux, 이층 직결 차량)같은 파리교통공사의 직류 1.5KV 규격 및 SNCF의 교류 25KV 두 규격에 모두 대응하는 열차를 개발해야 했다. 다만 MS 61(Matériel Suburbain 1961) 전동차는 1,500V 직류 구간에서만 운영하고 있다.
RER 노선은 매우 큰 단면의 터널을 지나는데, 이는 1961년에 가공전차선을 위한 공간을 두도록 규정한 국제 철도 연맹의 표준안을 따라 짓기로 결정했기 때문이다. 이에 따르면 6.30m 높이의 단선 터널 혹은 8.70m 높이의 복선 터널로 이루어져 있는데, 단면적 50 평방미터에 해당하는 수치다. 이는 일반적인 지하철 노선의 역사 단면적보다도 큰 것이다.

## 지도

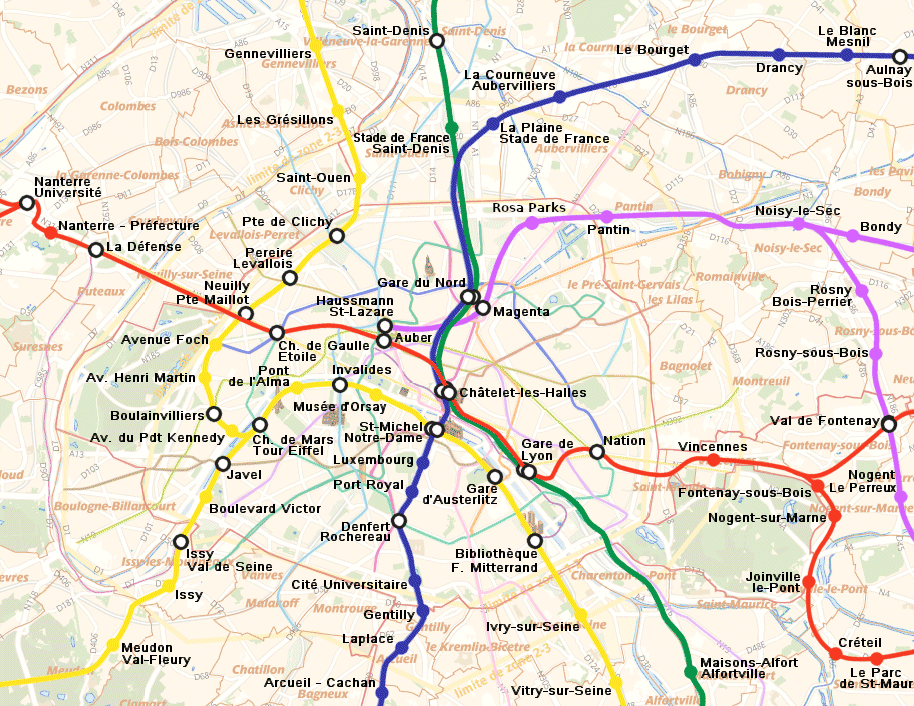
파리 중심 부분의 RER 노선도(RER E선 연장 미반영)

일드프랑스 지도 내에 그려진 노선망 벡터 지도(RER C선 지선 폐지, E선 연장 미반영)

## 노선
| 노선명 | 노선명 | 최초 개통연도 | 최종 연장연도 | 역 수 | 총연장          | 역간 평균 간격 | 일평균 이용객 (2019년) |
| ------ | ------ | ------------- | ------------- | ----- | --------------- | -------------- | ---------------------- |
| (A)    | A선    | 1977          | 1994          | 46    | 109 km (68 mi)  | 2,359 m        | 1,400,000              |
| (A)    | B선    | 1977          | 1981          | 47    | 80 km (50 mi)   | 1,702 m        | 983,000                |
| (A)    | C선    | 1979          | 2000          | 75    | 162 km (101 mi) | 2,158 m        | 540,000                |
| (A)    | D선    | 1987          | 1995          | 59    | 197 km (122 mi) | 2,700 m        | 660,000                |
| (A)    | E선    | 1999          | 2024          | 25    | 60 km (37 mi)   | 2,400 m        | 372,000                |

## 노선 연장 계획

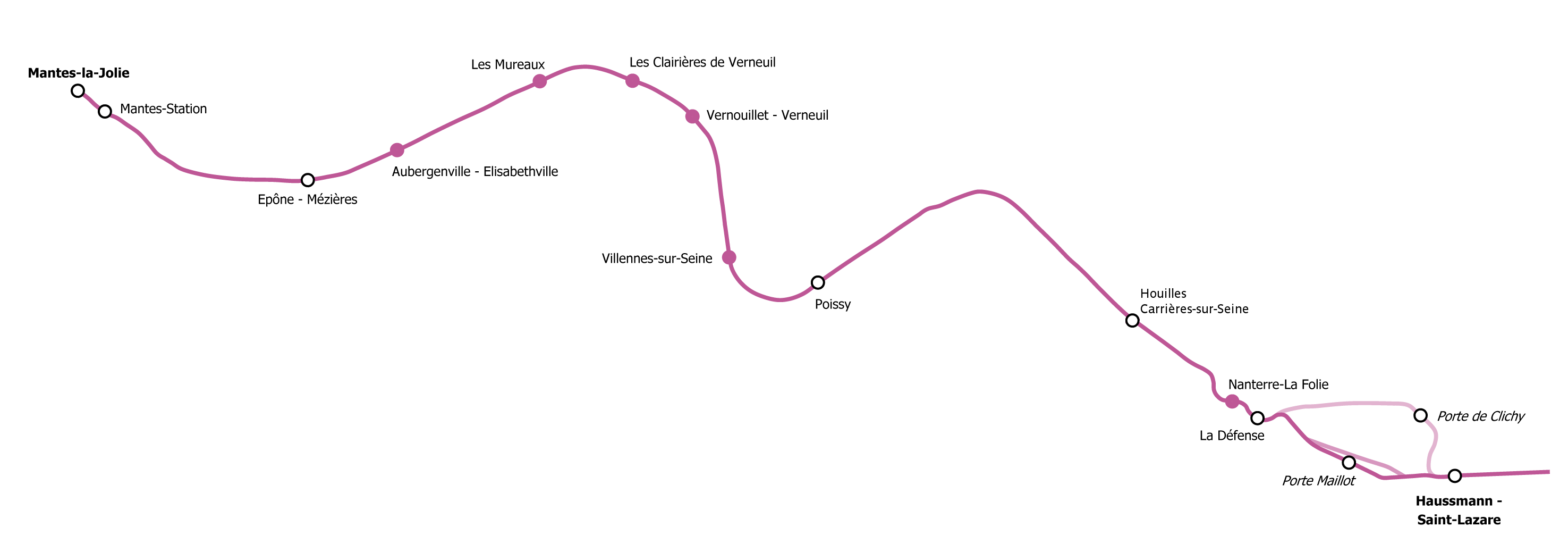
Carte rer e ouest

RER E선은 파리 시내와 파리 동북쪽 외곽 도시를 연결하고 있는데 이를 파리 외곽 서쪽 도시까지 한번에 가는데 불편함이 없게 하기 위해 현재 낭테르(Nanterre)에 위치한 종착역인 Nanterre-La Folie부터 서쪽으로 Mantes-la-Jolie까지 2027년 부분 개통, 2029년 완전 개통을 목표로 공사 중이다. E선 서쪽 연장 계획의 일환으로 2024년에 개통된 Haussmann - Saint-Lazare부터 La Défense까지는 대심도 터널이 건설되었으며, La Défense부터 Nanterre-La Folie까지는 지상에 새로 선로를 깔았다. 그 이후로는 광역 철도 J선을 이용하여 Mantes-la-Jolie까지 연결될 예정이다. RER E선이 연장되면 Saint-Lazare 터미널 역부터 Poissy를 지나 Mantes-la-Jolie까지 운행하는 광역 철도 J선은 폐지될 예정이다.

## 같이 보기
- 지하철 목록
- 파리 RER 역 목록
- 파리 메트로 역 목록
- 프랑스의 교통

## 참고 문헌
- Gaillard, M. (1991). Du Madeleine-Bastille à Météor: Histoire des transports Parisiens, Amiens: Martelle. ISBN 2-87890-013-8. (프랑스어)
- Gerondeau, C. (2003). La Saga du RER et le maillon manquant, Paris: Presse de l'École nationale des ponts et chaussées. ISBN 2-85978-368-7. (프랑스어)